# Tracey Wickham
Pour les articles homonymes, voir Wickham.
Tracey Wickham, née le 24 novembre 1962 à Rosebud dans l'État de Victoria, est une ancienne nageuse australienne.

## Carrière
Elle est sélectionnée pour les Jeux olympiques d'été de 1976. Deux ans plus tard, à l'âge de 15 ans, elle remporte le doublé 400 m - 800 m nage libre lors des Jeux du Commonwealth de 1978. Elle y bat également le record du monde du 800 m restera pendant neuf ans et son record du monde sur le 400 m tiendra pendant quatre ans.
En 1980, l'Australie boycotte les Jeux olympiques d'été de 1980 qui ont lieu à Moscou. De nombreux athlètes australiens décident de boycotter les Jeux de façon personnels mais Wickham y renonce car elle souffre d'une fièvre au niveau des glandes.

## Vie privée
Sa fille, Hannah meurt d'un Sarcome d'Ewing, une forme rare de cancer, à l'âge de dix-neuf ans le 2 octobre 2007. Peu après sa mort, elle fonde la Hannah's Chance Foundation, qui vient en aide aux jeunes atteints de sarcomes en Australie.

## Récompenses
- 1978 : Membre de l'Ordre de l'Empire britannique[5]
- 1985 : Sport Australia Hall of Fame[6]
- 1992 : International Swimming Hall of Fame[7]
- 2000 : Médaille australienne des Sports[5]
- 2005 : Ordre d'Australie[5]

## Palmarès
| Date | Evénement             | Lieu     | Place | Course               | Temps         |
| ---- | --------------------- | -------- | ----- | -------------------- | ------------- |
| 1978 | Jeux du Commonwealth  | Edmonton | 1re   | 400 m nage libre     | 4 min 08 s 45 |
| 1978 | Jeux du Commonwealth  | Edmonton | 1re   | 800 m nage libre     | 8 min 24 s 62 |
| 1978 | Jeux du Commonwealth  | Edmonton | 2e    | 4 × 100 m 4 nages    | 4 min 16 s 75 |
| 1978 | Jeux du Commonwealth  | Edmonton | 3e    | 4 × 100 m nage libre | 3 min 54 s 11 |
| 1978 | Championnats du monde | Berlin   | 1re   | 400 m nage libre     |               |
| 1978 | Championnats du monde | Berlin   | 1re   | 800 m nage libre     |               |
| 1982 | Jeux du Commonwealth  | Brisbane | 1re   | 400 m nage libre     | 4 min 08 s 82 |
| 1982 | Jeux du Commonwealth  | Brisbane | 1re   | 800 m nage libre     | 8 min 29 s 05 |
| 1982 | Jeux du Commonwealth  | Brisbane | 2e    | 200 m nage libre     | 2 min 01 s 50 |